# Цілинна балка Вербова
Ціли́нна ба́лка Вербо́ва — ботанічний заказник місцевого значення в Україні. Розташований на території Запорізького району Запорізької області, біля села Георгієвка.
Площа 10 га. Статус присвоєно згідно з рішенням Запорізького облвиконкому від 2.06.1987 року № 207. Перебуває у віданні: Михайлівська сільська рада/

## Галерея

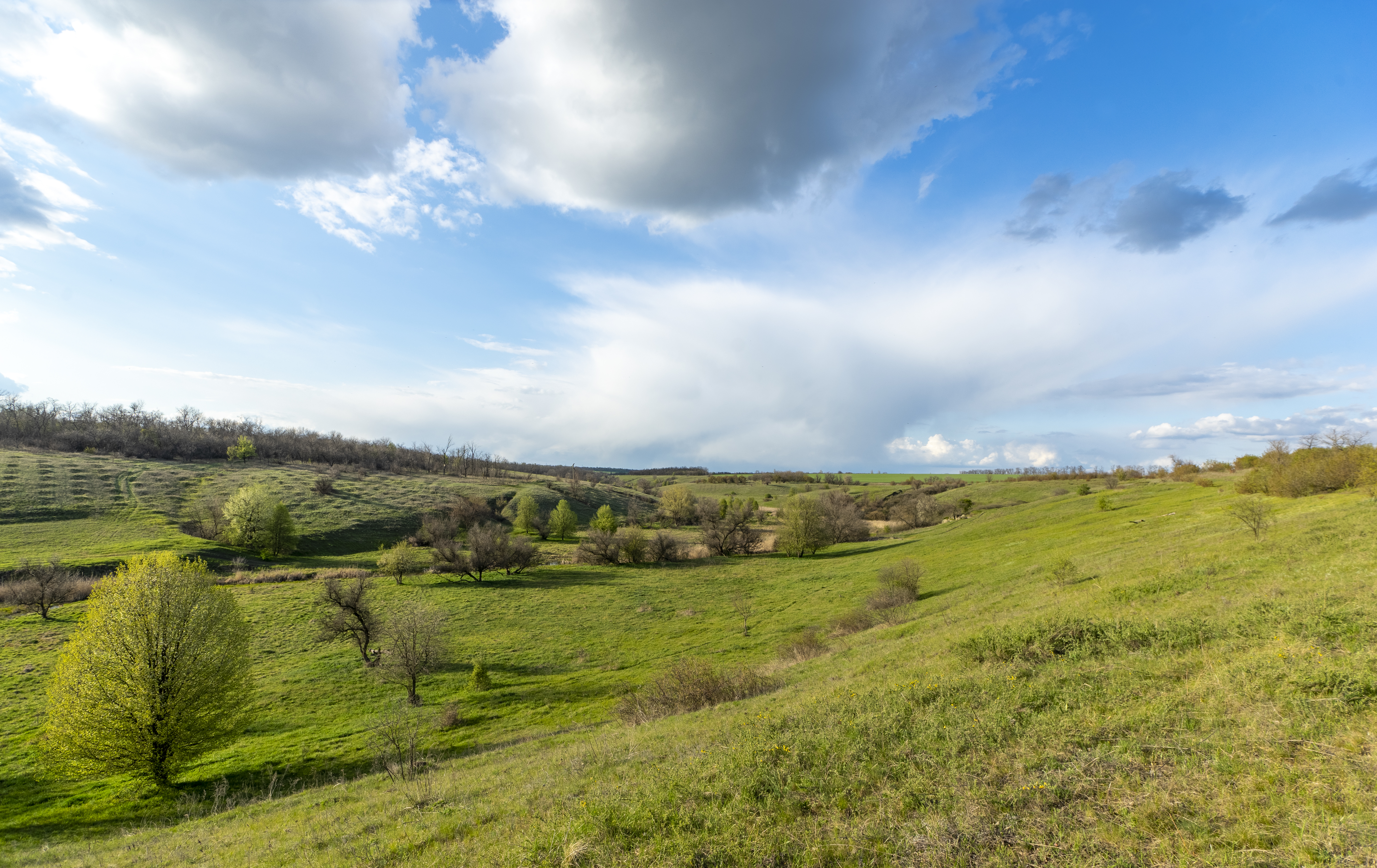
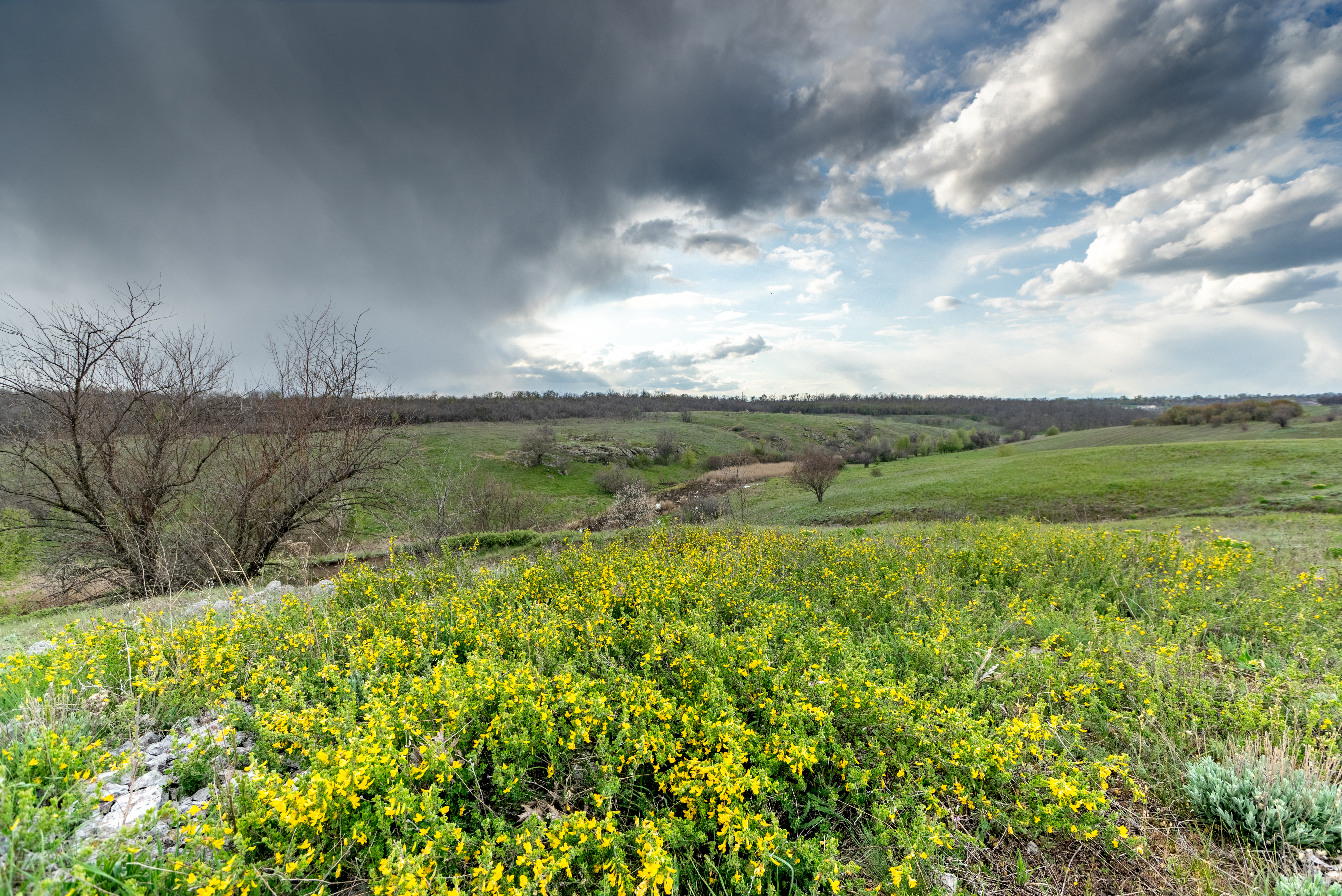
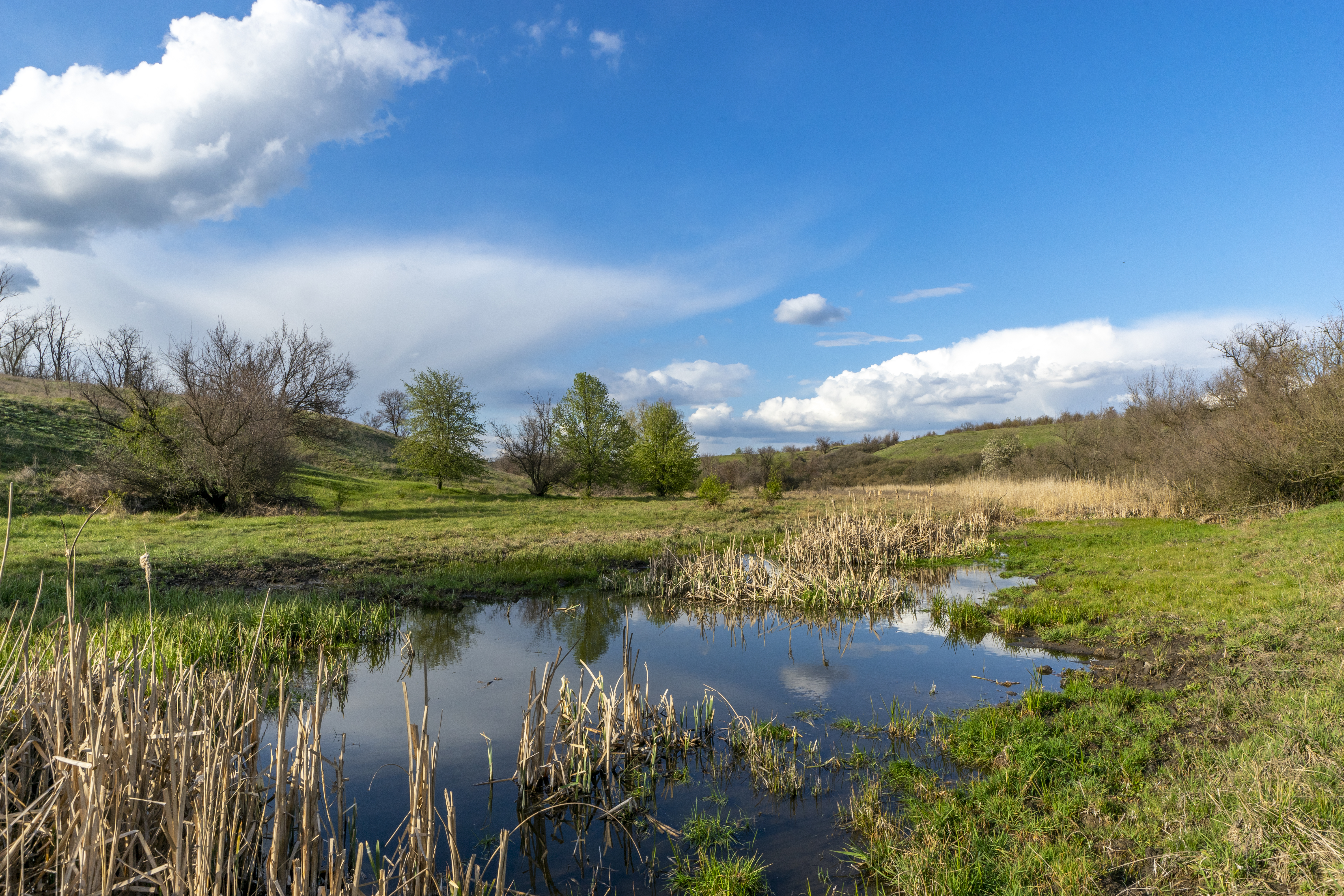
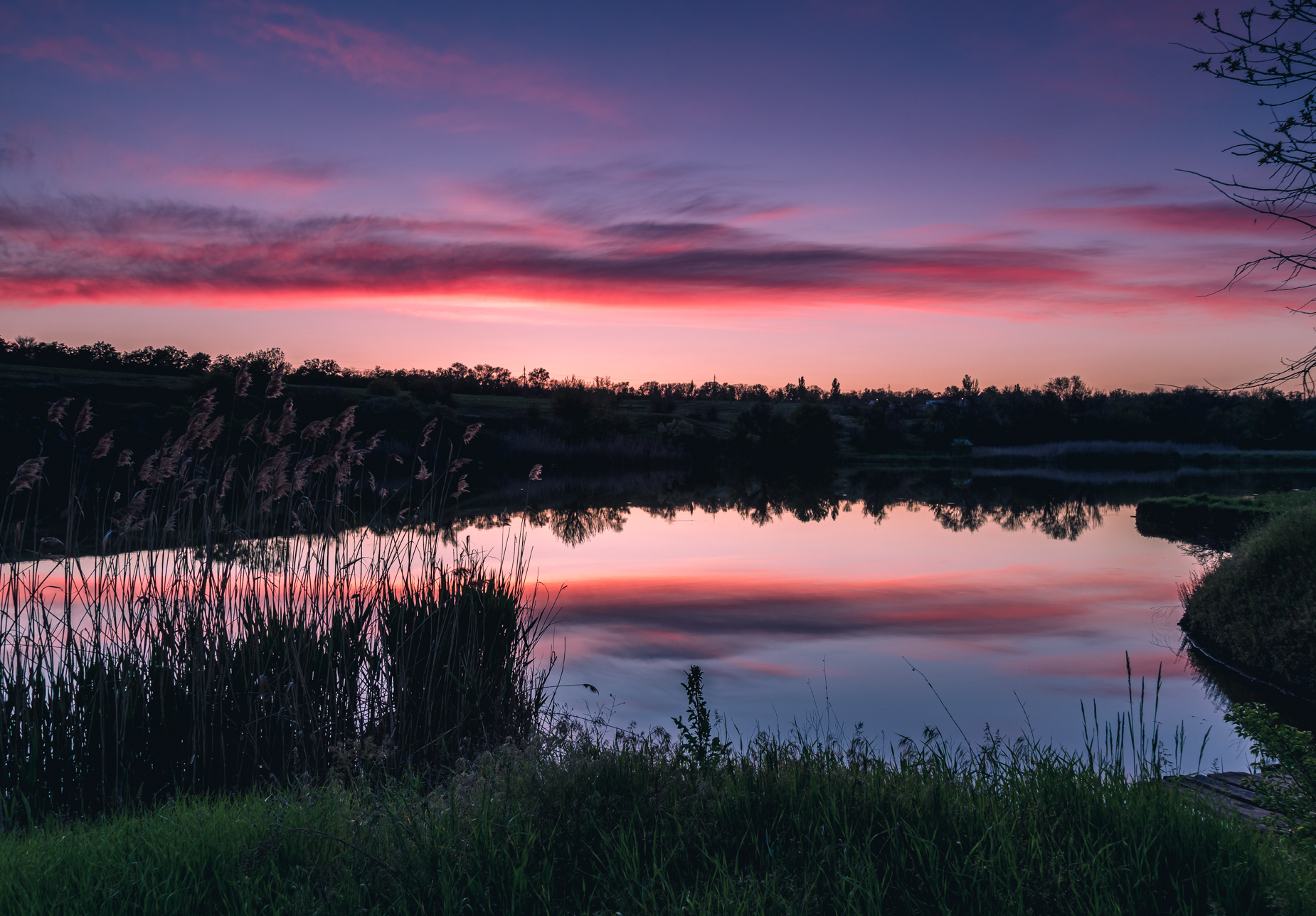
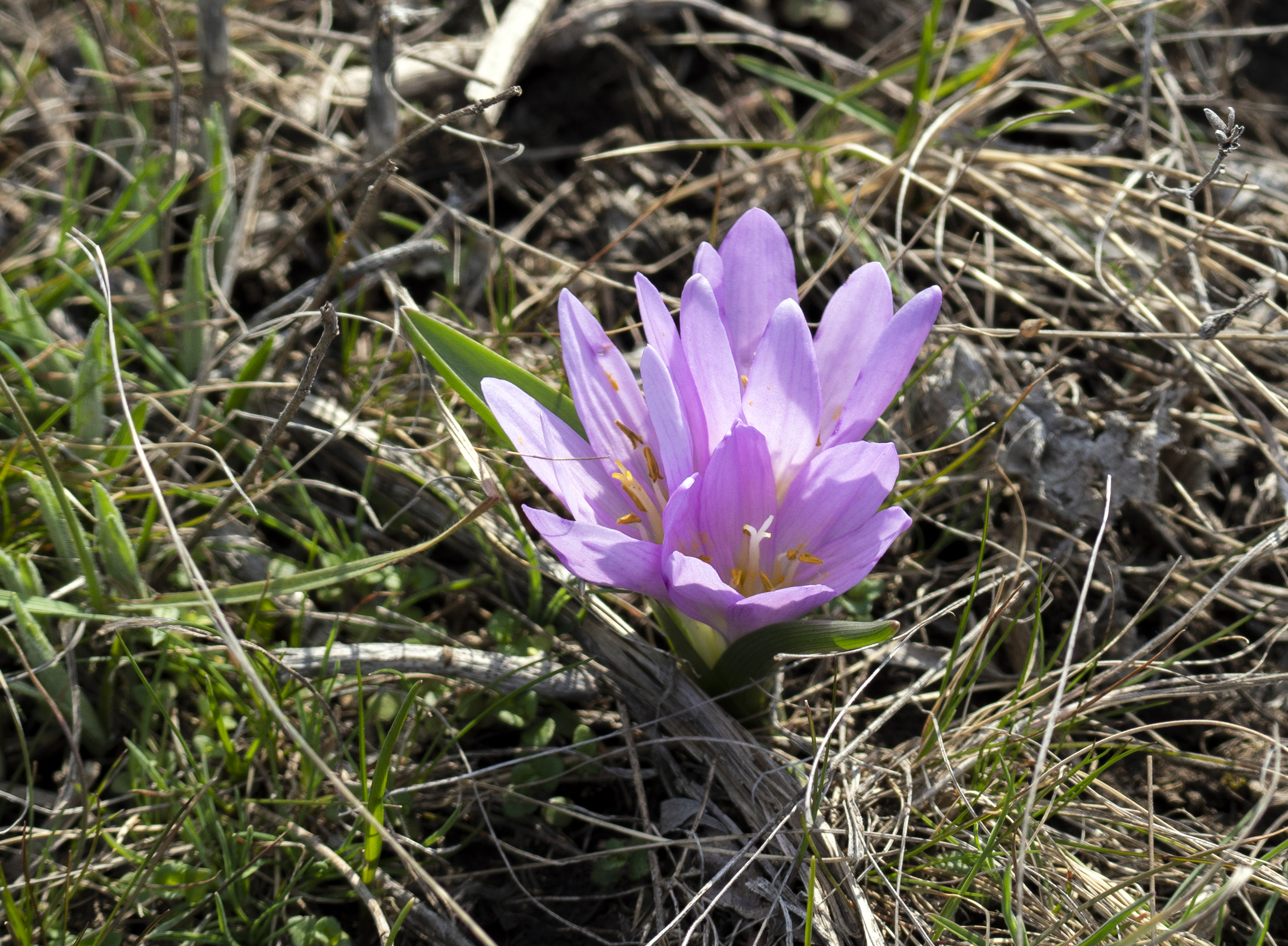
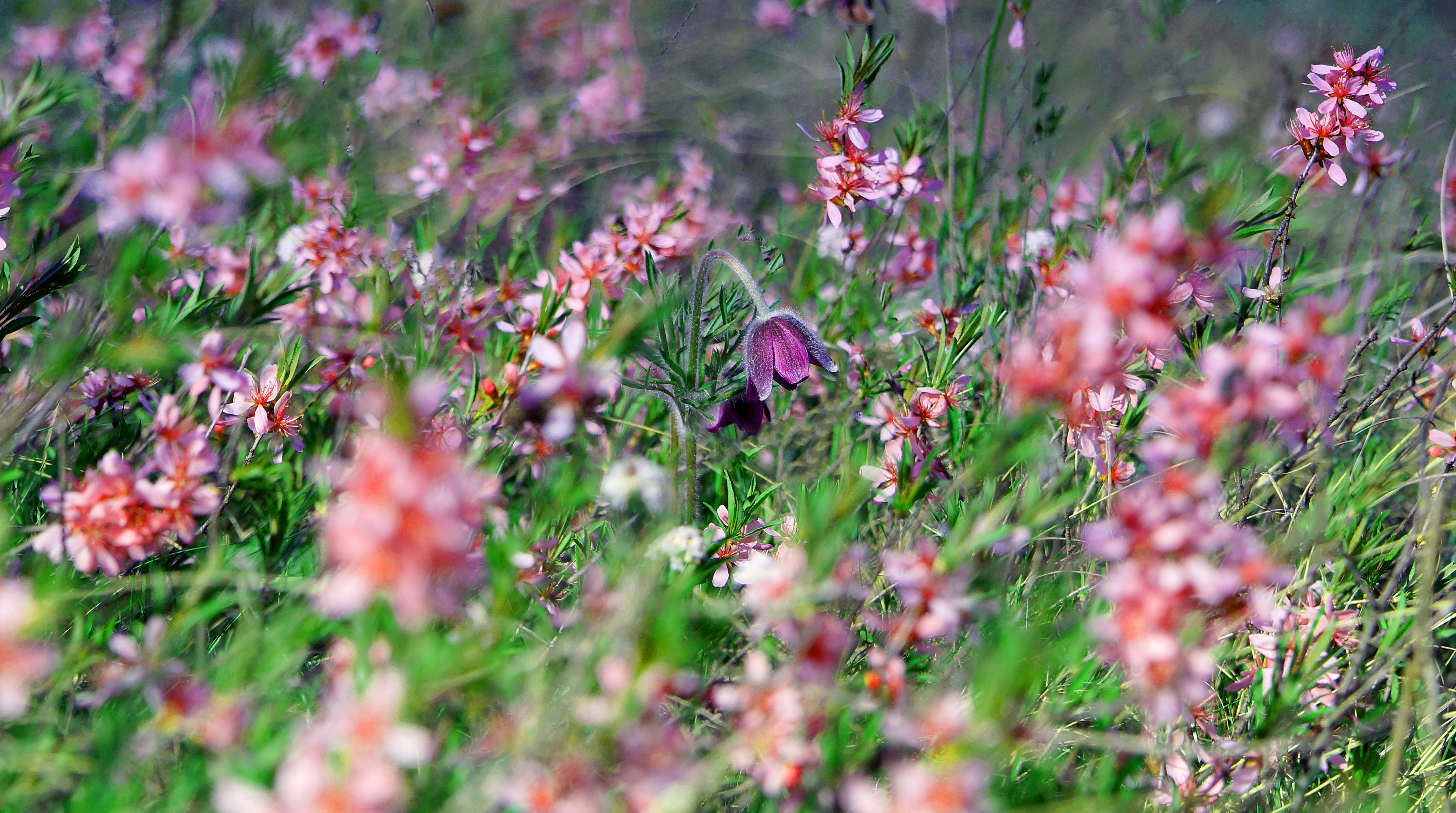
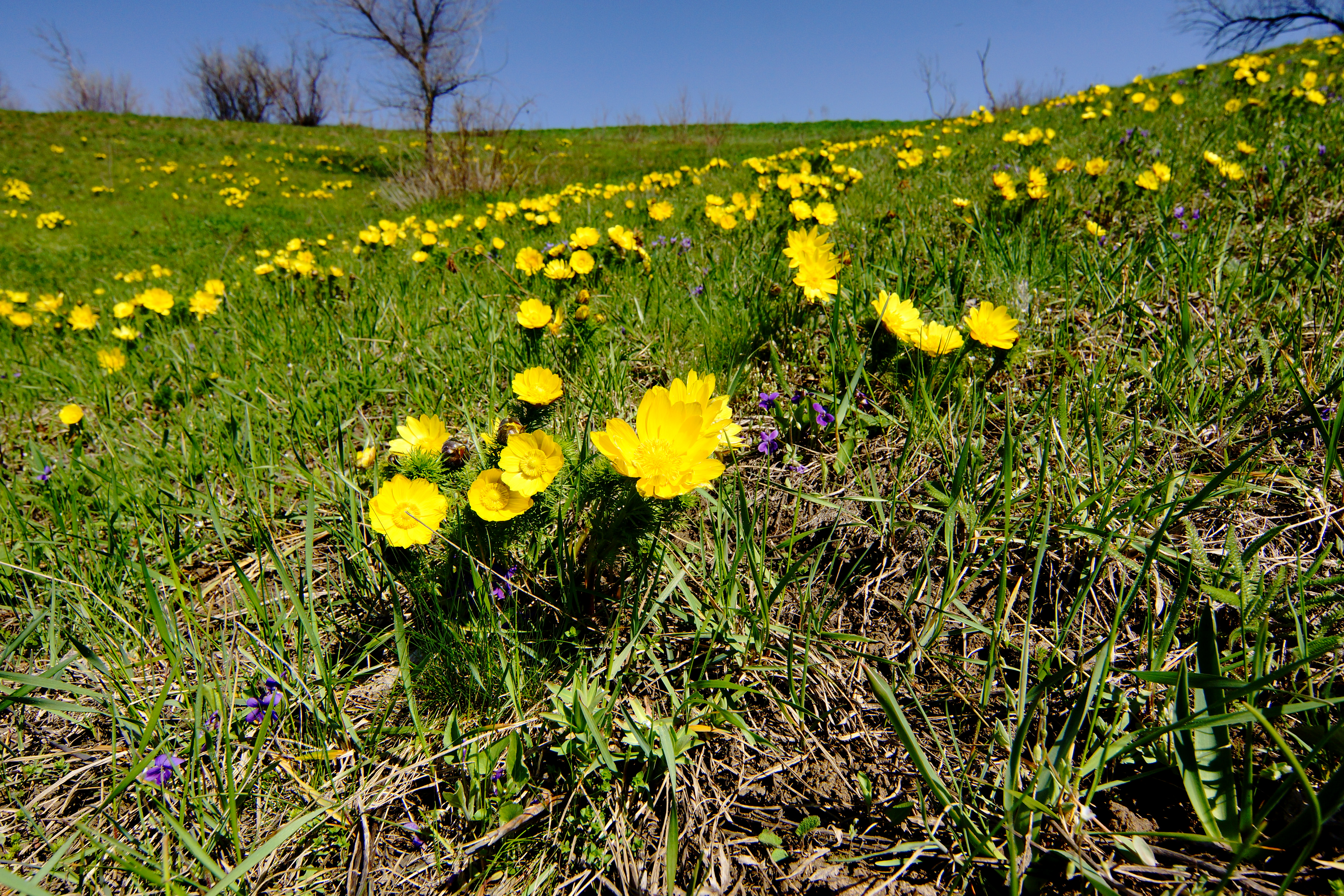
Горицвіт у заказнику
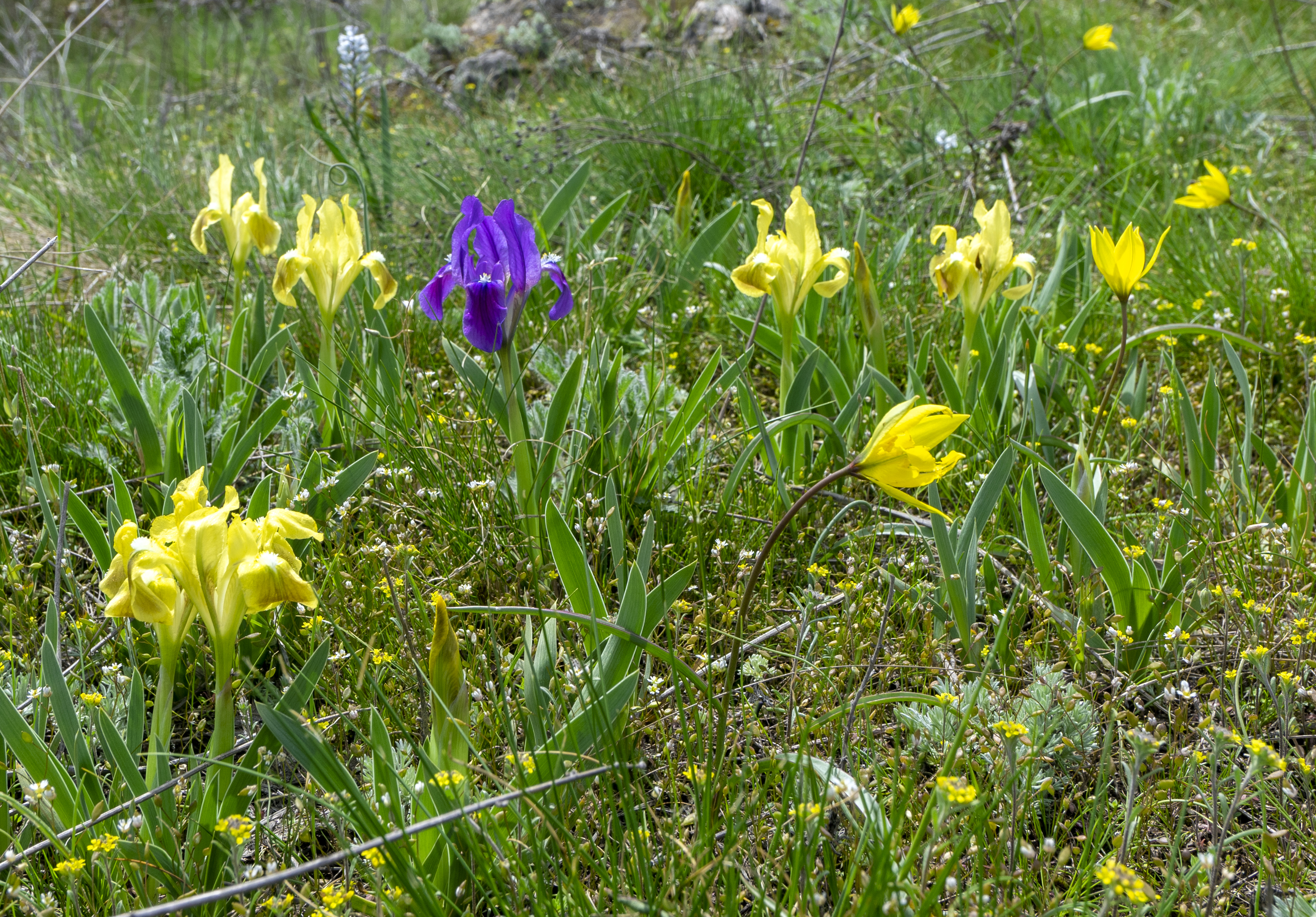
Півники маленькі та тюльпан бузький у заказнику